# Club d'investissement
 (août 2019).
Si vous disposez d'ouvrages ou d'articles de référence ou si vous connaissez des sites web de qualité traitant du thème abordé ici, merci de compléter l'article en donnant les références utiles à sa vérifiabilité et en les liant à la section « Notes et références ».
 (octobre 2007).
Un club d'investissement est une indivision de personnes physiques entité fiscale dont le but est de faire fructifier le capital investi par ses membres et surtout de s'initier aux marchés financiers.

## Principe général et historique
Le principe de fonctionnement des clubs d’investissement est la mise en commun d’une épargne afin de constituer et de gérer un portefeuille de valeurs mobilières.
Les premiers clubs d’investissement ont vu le jour à la fin du XVIIIe siècle. Leur but a toujours été de connaître et de maîtriser l’économie. À la fin des années 1960, des anciens élèves de Sciences Politiques ont créé des clubs en France.
Le principe des clubs d’investissement est très répandu, ils existent dans de nombreux pays. En France, la Place des Investisseurs (ex Fédération des Investisseurs Individuels et des Clubs d'investissement, F2iC) recense en 2015 près de 8 000 clubs représentant environ 100 000 membres qui gèrent près de 500 millions d’euros.
Au-delà de la constitution d'un capital, le but principal d'un club d'investissement est pédagogique, il permet à ses membres d'apprendre et comprendre les mécanismes économiques, financiers et boursiers, sur le plan national.

## Points importants de la création d’un club
Il doit être composé d’au moins 5 membres avec un maximum de 20.

La gestion du portefeuille se fait en commun lors de réunions mensuelles (en général).
Lors de la première réunion, dite réunion constitutive, les membres doivent choisir entre deux formes juridiques :
- Société civile à capital variable : le choix de cette solution est contraignant, car il faut faire une déclaration à la préfecture. De plus, il faut transmettre un bilan annuel. Elle n'est, à vrai dire, plus du tout employée.
- Indivision volontaire : cette solution, peu contraignante, s'est imposée. Il suffit d’ouvrir un compte chez un intermédiaire financier. L’avantage de cette formule est de permettre le départ ou l’arrivée de membres sans remettre en cause le fonctionnement du club.

Les membres élisent un bureau qui est composé, au minimum, d’un président, d’un trésorier et d’un secrétaire.
Toujours lors la réunion constitutive, les membres valident les statuts régissant le fonctionnement du club et approuvent le modèle comptable. Ils choisissent également le nom du club.
Il s'agit d'une indivision et non d'une association. Les statuts n'ont pas besoin d'être enregistrés à la Préfecture. Le président du club conserve l'original et en remet une copie à chacun des membres et à l'intermédiaire financier.

## Fonctionnement
Un club d’investissement, officiellement, est créé pour une période de 10 ans. Mais il est possible de le dissoudre avant, en respectant les règles définies dans les statuts. Les membres se réunissent environ une fois par mois pour analyser et définir les investissements du club. Les décisions sont prises par un vote des membres. Le nombre de voix étant défini dans les statuts. Le bon fonctionnement d’un club dépend de ses réunions. L'implication de tous les membres du club est un gage de réussite.
Le déroulement des réunions est décomposé en plusieurs parties :
- Bilan des actions et décisions prises lors des réunions précédentes et analyse de leurs conséquences.
- Un point de conjoncture ainsi qu’une présentation d’analyse de secteur.
- Proposition d’achat ou de ventes de valeurs.
- Votes des membres à la majorité des voix présentes ou représentées.
- Définition des valeurs à suivre pour la réunion suivante.

## Fiscalité
Les clubs bénéficient de la transparence fiscale.
- Chaque membre est imposable sur sa quote-part de dividendes et autres produits perçus à l'intérieur du club. Il bénéficie en contrepartie des abattements et crédits d'impôts attachés à cette quote-part.
- Exonération d'impôt sur les plus-values réalisées durant la vie du club.
- Imposition des seuls gains nets réalisés par les membres à l'occasion de leur sortie du club ou de sa dissolution.
- Les clubistes versent une mensualité d’un montant fixé par les statuts. Cette mensualité permet d’alimenter le portefeuille commun. Le maximum des versements par an et par foyer fiscal est fixé, par l'Administration à 5 500 €.
- Si, lors de la dissolution du club, les membres décident de se partager les titres plutôt que de liquider le portefeuille, le principe du report d'imposition s'applique. Ce n'est que lorsqu'ils vendront effectivement les valeurs transférées sur leur compte titres qu'ils seront éventuellement soumis à l'imposition des plus-values.
- Il est interdit, pour un club d’investissement, de souscrire à un PEA.

## Rôles
Le fonctionnement du club d'investissement est assuré par un Bureau. Les trois personnes qui le composent – le président, le trésorier et le secrétaire – vont le faire fonctionner et organiser le rôle de chacun de ses membres. Choisis parmi les clubistes, ils sont élus à la majorité simple pour un an renouvelable. Le bureau peut être plus large, le Président et le Trésorier pouvant avoir chacun un adjoint qui va les seconder dans leur tâche.

### Président
Il assure la direction du club de telle manière que la bonne entente règne et que les objectifs du club soient ainsi atteints dans les meilleures conditions. Les principales tâches qui lui incombent sont :
- Ouvrir et utiliser le compte bancaire du club.
- Préparer les réunions en coordination avec le Trésorier et le Secrétaire.
- Diriger les réunions en présentant un ordre du jour, en guidant les débats et en répartissant les tâches entre les membres du club.
- Appliquer (ou éventuellement faire appliquer par le Trésorier) les décisions du club, notamment transmettre les ordres de Bourse et réceptionner les avis d’exécution.
- Signer les documents engageant le club, faire fonctionner le compte et assurer le relais avec l’intermédiaire financier.
- Veiller à ce que les décisions soient prises conformément aux règles du club et, d’une façon générale, à leur bonne application.

### Secrétaire
Il s’occupe des questions administratives concernant essentiellement les réunions et la documentation. En particulier :
- Il prépare les réunions selon les indications du Président, notamment en rassemblant les documents nécessaires.
- Après la séance, il établit un compte-rendu succinct des débats, les votes, les décisions prises (achats, ventes, souscriptions…), les valeurs, les secteurs ou les techniques mis à l’étude, et la répartition du travail entre les clubistes.
- Il transmet ce compte-rendu au Président pour approbation puis à tous les membres du club.

### Trésorier
Il a pour rôle de tenir la comptabilité du club à l’aide des relevés et des avis d’opéré que lui remet le Président. Cependant, sous l’autorité de ce dernier, il peut avoir accès au compte bancaire. Ses principales tâches consistent à :
- Avant chaque réunion, à établir l’estimation du portefeuille et calculer la valeur de la part ; assurer le suivi des versements de chaque membre et tenir la comptabilité de la trésorerie.
- Veiller à ce que les versements et les retraits des membres soient effectués selon les règles.
- Procéder aux répartitions (dividendes et intérêts) aux époques prévues.

### Clubistes (membres)
- Ils prennent les décisions, lors des réunions, la stratégie d’investissement.
- Chaque membre dispose d’un nombre de voix proportionnel à sa part dans le portefeuille.

### L’intermédiaire financier
- Il reçoit les ordres d’achat ou de vente du club, il se charge de les faire exécuter.
- Il établit aussi le profil financier de chaque clubiste.
- Il est chargé d’établir en fin d'année, pour chaque clubiste, l'imprimé fiscal unique (IFU).
- Il doit être informé de tout changement intervenant la vie du club. Départ ou arrivée de membres ou changement d’adresses et d’état civil des clubistes.